# 印可

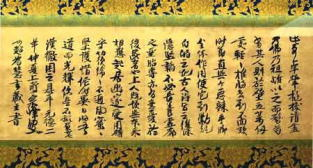
《与关山慧玄印可状》

印可是指师傅给予精通佛教的弟子的认可，它是印定许可、印信认可的简称。作为证明而制作的书面文件被称为“印可状”或“印证书”，也就是所谓的“墨付”。
在禅宗中，被认为开悟的弟子让画师画上了师傅的肖像，师傅在肖像上采用了“偈文”这一汉诗形式来说法传道，因此将其作为一种“毕业证书”。但是，也有根据宗派形式不同而印可上面没有肖像的。在日本，仿照此例，在武术（剑术、枪术、柔术等）、茶道、或者军学、算术等方面也有印可。
现在作为禅林墨迹遗留下来的印可中，宗峰妙超授予关山慧玄的《与关山慧玄印可状》和圆悟克勤授予虎丘绍隆的《与虎丘绍隆印可状》等被指定为日本国宝，同时还有其他的印可被认定为日本重要文化财产。

## 词源学
《维摩诘所说经·卷上·弟子品第三》：“若能如是坐者，佛所印可。”